# Сирцова Світлана Михайлівна
Світлана Михайлівна Сирцова (23 жовтня 1935, Новошепеличі — 25 грудня 1997, Київ) — український історик, дослідниця історії України XX століття, доктор історичних наук, професор.

## Біографія
Народилася 23 жовтня 1935 року в селі Новошепеличах Чорнобильського району Київської області. 1958 року закінчила історико-філософський факультет Київського державного університету.
У 1959–1963 роках — старший лаборант, у 1963–1971 роках — молодший науковий співробітник, науковий співробітник, старший науковий співробітник відділу історії соціалістичного і комуністичного будівництва Інституту історії АН УРСР.

Могила Світлани Сирцової та її чоловіка, Байкове кладовище

У 1965 році, під керівництвом доктора історичних наук О. Б. Слуцького, захистила кандидатську дисертацію на тему: «Робітничий клас України в період зміцнення і розвитку соціалістичного суспільства (1937 рік — червень 1941 року)». З 1971 року — доцент кафедри історії СРСР Інституту історії.
1982 року у Київському університеті захистила докторську дисертацію на тему: «Робітничий клас України на завершальному етапі соціалістичної індустріалізації». Професор з 1985 року.
У 1990–1997 роках — завідувач кафедри історії та архівознавства Київського державного інституту культури.
Померла на 63-му році життя в Києві 25 грудня 1997 року. Похована разом з чоловіком на Байковому кладовищі (ділянка № 49а, 50°24′59.10″ пн. ш. 30°30′6.40″ сх. д. / 50.4164167° пн. ш. 30.5017778° сх. д.).

### Родина
- Чоловік — науковець-політолог, філософ, педагог, доктор філософських наук Микола Сирцов (1924—1993).
  - Донька — науковиця-філософ, кандидат філософських наук Олена Сирцова (нар. 1957).

## Наукова діяльність
Автор понад 100 наукових праць. Серед них:
- Молодь і труд. — Київ, 1980;
- Робітничий клас України на завершальному етапі соціалістичної індустріалізації. — Київ, 1979;
- За покликом великої мети. — Київ, 1966.